# Luamotu
Luamotu – wyspa położona na Oceanie Spokojnym, w archipelagu Tuvalu, w południowej części atolu Funafuti.